# 댄 버틀러
댄 버틀러(Dan Butler, 1954년 12월 2일 ~ )는 미국의 배우이다.

## 출연 작품
- 크레이지, 스투피드, 러브 (2011)
- 바비를 위한 기도 (2009)
- 더 쿡 (2008)
- 크로닉 타운 (2008)
- 백만장자 프로젝트 (2002)
- 스나이퍼 2 (2002)
- 지구에서 달까지 (1998)
- 에너미 오브 스테이트 (1998)
- 킹 오브 더 힐 (1997)
- 실버 스크린 (1997)
- 어쌔신 파일 (1996)
- 더 팬 (1996)
- 아이 러브 트러블 (1994)
- 프레이저 (1993)
- 캡틴 론 (1992)
- 양들의 침묵 (1991)
- 롱 워크 홈 (1990)
- 사선을 넘어 - TV 시리즈 (1989)
- 맨하탄 프로젝트 (1986)
- 맨헌터 (1986)